# توفیق الحکیم
توفیق الحکیم (عربی: توفيق الحكيم؛ ۹ اکتبر ۱۸۹۸ – ۲۶ ژوئیهٔ ۱۹۸۷) رمان‌نویس و نمایشنامه‌نویس اهل مصر بود. از مهم‌ترین آثار او نمایشنامه اصحاب کهف و رمان بازگشت روح می‌باشد. جمال عبدالناصر نیز تحت تأثیر رمان بازگشت روح بود. در آن الحکیم نوشته بود، «تنها مردم مصر به شخصیتی که تمام احساسات و خواسته‌هایشان را بازی کند احتیاج دارند، کسی که برایشان سمبل هدفشان باشد».
مهمترین رُمان توفیق الحکیم با ترجمه یدالله گودرزی برای نخستین بار به فارسی برگردانده شده است. 
رمان پرنده ای از شرق (عصفور من الشرق) از نگاه بسیاری از کارشناسان و منتقدان مهم‌ترین رمان توفیق الحکیم پدر داستان نویسی و نمایشنامه‌نویسی مدرن عرب است و شاگردان او نجیب محفوظ(برنده جایزه نوبل ادبیات)؛ يوسف إدريس(داستان‌نویس و نمایشنامه‌نویس) صلاح عبد الصبور (از پیشگامان شعشششر نو عربی) علی سالم(نمایشنامه‌نویس مصری) سعدالله ونوس و.... بوده اند.
رمان پرنده ای از شرق داستانی عاشقانه است که در پاریس می گذرد. این رمان سر آغاز تصمیم ناصر برای انقلاب ۱۹۵۲ بود.

## تولد
توفیق اسماعیل الحکیم در ۹ اکتبر ۱۸۹۶ در اسکندریه از پدری مصری روستایی که در شهر الدلنگات در استان بحیره کار می کرد، به دنیا آمد.وی بنا به آنچه دکتر اسماعیل ادهم و دکتر ابراهیم ناجی گزارش کرده اند، تاریخ دیگری را برای تولد خود ارائه می دهد آنها در مطالعه توفیق الحکیم، تاریخ تولد او را در سال ۱۹۰۳ میلادی در حومه رمل اسکندریه تعیین کردند.مادرش به دلیل ترک الاصل زنی مغرور بود و بین توفیق الحکیم و خانواده اش موانع ایجاد می کرد کشاورزان.این امر از آنها و فرزندانش از کودکان خارج شد و از رسیدن آنها به آن جلوگیری کرد و شاید این باعث شود که وی به دنیای ذهنی داخلی خود روی آورد,وقتی هفت ساله بود ، به مدرسه ابتدایی دمنهور پیوست,

## آثار ادبی

### رمان
- ۱۹۳۳ - بازگشت روح
- ۱۹۳۶ - کاخ مسحور (طه حسین).[۶]
- ۱۹۳۸ - آسور شرق.[۷]
- ۱۹۳۹ - رقصنده رمان های کوتاه